# Никитино (Семёнковский сельсовет)
Никитино — деревня в Вологодском районе Вологодской области.
Входит в состав Семёнковского сельского поселения, с точки зрения административно-территориального деления — в Семёнковский сельсовет.
Расстояние по автодороге до районного центра Вологды — 9 км, до центра муниципального образования Семёнково — 1 км. Ближайшие населённые пункты — Барачево, Ярыгино, Красново, Семёнково, Борилово, Труфаново, Абаканово.
По переписи 2002 года население — 50 человек (23 мужчины, 27 женщин). Преобладающая национальность — русские (92 %).
Известным уроженцем деревни является В.Ф.Крабов.